# Llista de topònims de la Pobla de Montornès
Llista de topònims (noms propis de lloc) del municipi de la Pobla de Montornès, al Tarragonès
Informació actualitzada per un bot. Els canvis manuals es perdran quan s'actualitzi!

## casa
| imatge | Nom                                  | Ubicat a              | instància de | Detalls                                  | coordenades                                                                             | Protecció                                  | Commons (més fotos)                                          | Dades a WD                    |
| ------ | ------------------------------------ | --------------------- | ------------ | ---------------------------------------- | --------------------------------------------------------------------------------------- | ------------------------------------------ | ------------------------------------------------------------ | ----------------------------- |
|        | can Recasens                         | la Pobla de Montornès | casa         | Estil: noucentisme 1922                  | 41° 10′ 48″ N, 1° 24′ 54″ E / 41.179957°N,1.414971°E ca:Passeig de l'Estació, 3 67 msnm | bé integrant del patrimoni cultural català | Can Recasens (la Pobla de Montornès)                         | Modifica les dades a Wikidata |
|        | edifici al carrer Major, 33          | la Pobla de Montornès | casa         |                                          | 41° 10′ 41″ N, 1° 24′ 51″ E / 41.17792°N,1.41415°E ca:C. Major, 33 63 msnm              | bé cultural d'interès local                | Edifici al carrer Major, 33 (la Pobla de Montornès)          | Modifica les dades a Wikidata |
|        | edifici al carrer del Mar, 6         | la Pobla de Montornès | casa         |                                          | 41° 10′ 36″ N, 1° 24′ 53″ E / 41.17658°N,1.41477°E 53 msnm                              | bé cultural d'interès local                | Edifici al carrer del Mar, 6 (la Pobla de Montornès)         | Modifica les dades a Wikidata |
|        | habitatge al carrer Jesús, 2         | la Pobla de Montornès | casa         |                                          | 41° 10′ 36″ N, 1° 24′ 54″ E / 41.17656°N,1.41491°E ca:C. Jesús, 2 53 msnm               | bé cultural d'interès local                | Habitatge al carrer Jesús, 2 (la Pobla de Montornès)         | Modifica les dades a Wikidata |
|        | habitatge al carrer de l'Església, 5 | la Pobla de Montornès | casa         | Estil: arquitectura popular 18th century | 41° 10′ 37″ N, 1° 24′ 52″ E / 41.17682°N,1.41456°E ca:C. de l'Església, 5 54 msnm       | bé cultural d'interès local                | Habitatge al carrer de l'Església, 5 (la Pobla de Montornès) | Modifica les dades a Wikidata |
|        | habitatge al carrer de la Closa, 48  | la Pobla de Montornès | casa         |                                          | 41° 10′ 49″ N, 1° 24′ 49″ E / 41.18014°N,1.41353°E                                      | bé cultural d'interès local                |                                                              | Modifica les dades a Wikidata |

## entitat singular de població
| imatge | Nom                     | Ubicat a              | instància de                                   | Detalls  | coordenades                                                                    | Protecció | Commons (més fotos) | Dades a WD                    |
| ------ | ----------------------- | --------------------- | ---------------------------------------------- | -------- | ------------------------------------------------------------------------------ | --------- | ------------------- | ----------------------------- |
|        | Eixample de Llevant     | la Pobla de Montornès | entitat singular de població urbanització      | 77 hab   | 41° 10′ 40″ N, 1° 24′ 58″ E / 41.1776933°N,1.4160881°E 55 msnm                 |           |                     | Modifica les dades a Wikidata |
|        | Flor d'Ametller         | la Pobla de Montornès | entitat singular de població urbanització      | 498 hab  | 41° 11′ 44″ N, 1° 24′ 29″ E / 41.19563331°N,1.40801169°E 141 msnm              |           |                     | Modifica les dades a Wikidata |
|        | Poblamar                | la Pobla de Montornès | entitat singular de població                   | 322 hab  | 41° 10′ 13″ N, 1° 25′ 03″ E / 41.17036832543826°N,1.4176011085510256°E 45 msnm |           | Poblamar            | Modifica les dades a Wikidata |
|        | el Castell de Montornès | la Pobla de Montornès | entitat singular de població urbanització      | 1692 hab | 41° 11′ 34″ N, 1° 24′ 25″ E / 41.19291546°N,1.40688507°E 106 msnm              |           |                     | Modifica les dades a Wikidata |
|        | la Pobla de Montornès   | la Pobla de Montornès | entitat singular de població capital municipal | 768 hab  | 41° 10′ 38″ N, 1° 24′ 53″ E / 41.1770998°N,1.41485061°E 57 msnm                |           |                     | Modifica les dades a Wikidata |

## església
| imatge | Nom                                  | Ubicat a              | instància de    | Detalls                                                                      | coordenades                                          | Protecció                   | Commons (més fotos)                  | Dades a WD                    |
| ------ | ------------------------------------ | --------------------- | --------------- | ---------------------------------------------------------------------------- | ---------------------------------------------------- | --------------------------- | ------------------------------------ | ----------------------------- |
|        | Mare de Déu de Montornès             | la Pobla de Montornès | església ermita | Estil: art romànic                                                           | 41° 10′ 14″ N, 1° 24′ 13″ E / 41.170692°N,1.403691°E | bé cultural d'interès local | Mare de Déu de Montornès             | Modifica les dades a Wikidata |
|        | Santa Maria de la Pobla de Montornès | la Pobla de Montornès | església        | Estil: arquitectura gòtica arquitectura del Renaixement arquitectura barroca | 41° 10′ 37″ N, 1° 24′ 53″ E / 41.176981°N,1.414818°E | bé cultural d'interès local | Santa Maria de la Pobla de Montornès | Modifica les dades a Wikidata |

## masia
| imatge | Nom                 | Ubicat a              | instància de     | Detalls                                                      | coordenades | Protecció                                            | Commons (més fotos)               | Dades a WD                    |
| ------ | ------------------- | --------------------- | ---------------- | ------------------------------------------------------------ | --- | ---------------------------------------------------- | --------------------------------- | ----------------------------- |
|        | Cal Biscamps        | la Pobla de Montornès | masia            |                                                              | 41° 10′ 31″ N, 1° 25′ 01″ E / 41.1752622365371°N,1.41694906082177°E                                                |                                                      |                                   | Modifica les dades a Wikidata |
|        | Mas Barral          | la Pobla de Montornès | masia            | Estil: arquitectura popular Estat: ruïnós                    | 41° 12′ 14″ N, 1° 24′ 12″ E / 41.20387°N,1.4033°E 175 msnm                                                         | bé cultural d'interès local                          | Mas Barral                        | Modifica les dades a Wikidata |
|        | Mas Mercader        | la Pobla de Montornès | masia            | Estil: arquitectura popular                                  | 41° 11′ 07″ N, 1° 25′ 05″ E / 41.18525°N,1.41807°E                                                                 | bé cultural d'interès local                          | Mas Mercader                      | Modifica les dades a Wikidata |
|        | Mas Soler           | la Pobla de Montornès | masia casa forta |                                                              | 41° 11′ 17″ N, 1° 24′ 26″ E / 41.18802°N,1.407317°E ca:Avinguda del Mas de Soler, el Castell de Montornès 116 msnm | bé d'interès cultural bé cultural d'interès nacional | Mas Soler (la Pobla de Montornès) | Modifica les dades a Wikidata |
|        | Mas d'en Secalló    | la Pobla de Montornès | masia            |                                                              | 41° 09′ 45″ N, 1° 25′ 06″ E / 41.16247627459°N,1.4183775421188°E                                                   |                                                      |                                   | Modifica les dades a Wikidata |
|        | Mas d'en Secalló    | la Pobla de Montornès | masia            | Estil: arquitectura popular                                  | 41° 09′ 48″ N, 1° 25′ 08″ E / 41.16333°N,1.41879°E                                                                 | bé cultural d'interès local                          |                                   | Modifica les dades a Wikidata |
|        | Mas de la Trunyella | la Pobla de Montornès | masia            | Estil: arquitectura popular                                  | 41° 12′ 44″ N, 1° 24′ 34″ E / 41.21223°N,1.40958°E                                                                 | bé cultural d'interès local                          |                                   | Modifica les dades a Wikidata |
|        | Masia del Pujol     | la Pobla de Montornès | masia            |                                                              | 41° 09′ 43″ N, 1° 25′ 31″ E / 41.1620261511832°N,1.42519383565549°E                                                |                                                      |                                   | Modifica les dades a Wikidata |
|        | Rubials             | la Pobla de Montornès | masia            |                                                              | 41° 11′ 24″ N, 1° 23′ 21″ E / 41.189993324023°N,1.3890978280896°E                                                  |                                                      | Rubials                           | Modifica les dades a Wikidata |
|        | mas d'en Boada      | la Pobla de Montornès | masia            | Estil: arquitectura gòtica arquitectura popular 16th century | 41° 10′ 32″ N, 1° 23′ 22″ E / 41.175591°N,1.389417°E ca:Carretera de la Nou 68 msnm                                | bé cultural d'interès local                          | Mas d'en Boada                    | Modifica les dades a Wikidata |

## serra
| imatge | Nom               | Ubicat a                                              | instància de | Detalls | coordenades                                                       | Protecció | Commons (més fotos)     | Dades a WD                    |
| ------ | ----------------- | ----------------------------------------------------- | ------------ | ------- | ----------------------------------------------------------------- | --------- | ----------------------- | ----------------------------- |
|        | Serra Llarga      | Creixell la Pobla de Montornès                        | serra        |         | 41° 12′ 27″ N, 1° 24′ 50″ E / 41.20755833°N,1.41392222°E          |           | Serra Llarga (Creixell) | Modifica les dades a Wikidata |
|        | serra de l'Hivern | la Nou de Gaià la Pobla de Montornès Vespella de Gaià | serra        |         | 41° 12′ 07″ N, 1° 23′ 45″ E / 41.20199167°N,1.395775°E 244.3 msnm |           |                         | Modifica les dades a Wikidata |

## Misc
| imatge | Nom                                                        | Ubicat a                                | instància de           | Detalls                                   | coordenades                                                                                     | Protecció                                            | Commons (més fotos)                                        | Dades a WD                    |
| ------ | ---------------------------------------------------------- | --------------------------------------- | ---------------------- | ----------------------------------------- | ----------------------------------------------------------------------------------------------- | ---------------------------------------------------- | ---------------------------------------------------------- | ----------------------------- |
|        | Castell de Montornès                                       | la Pobla de Montornès                   | castell                | Estil: arquitectura romànica              | 41° 10′ 14″ N, 1° 24′ 13″ E / 41.1706°N,1.40361°E ca:Al costat de l'ermita de Montornès 93 msnm | bé d'interès cultural bé cultural d'interès nacional | Castell de Montornès (la Pobla de Montornès)               | Modifica les dades a Wikidata |
|        | Cementiri Municipal                                        | la Pobla de Montornès                   | cementiri              | 19th century                              | 41° 10′ 59″ N, 1° 24′ 46″ E / 41.18302°N,1.41277°E 93 msnm                                      | bé cultural d'interès local                          | Cementiri Municipal de la Pobla de Montornès               | Modifica les dades a Wikidata |
|        | Conjunt de la plaça de l'Església i el carrer de les Flors | la Pobla de Montornès                   | edifici                | Estil: arquitectura popular               | 41° 10′ 37″ N, 1° 24′ 53″ E / 41.1769°N,1.4146°E ca:Pl. Església - c. Flors 54 msnm             | bé cultural d'interès local                          | Conjunt de la plaça de l'Església i el carrer de les Flors | Modifica les dades a Wikidata |
|        | La Mola                                                    | la Pobla de Montornès                   | vèrtex geodèsic        | Alt: 1.2m                                 | 41° 12′ 42″ N, 1° 25′ 02″ E / 41.211622°N,1.41732°E 317.861 msnm                                |                                                      |                                                            | Modifica les dades a Wikidata |
|        | Puebla de Montornés                                        | la Pobla de Montornès                   | estació de ferrocarril | Estat: enderrocat o destruït              | 41° 10′ 51″ N, 1° 24′ 49″ E / 41.18088888888889°N,1.4135833333333334°E                          |                                                      |                                                            | Modifica les dades a Wikidata |
|        | casa consistorial de la Pobla de Montornès                 | la Pobla de Montornès                   | casa consistorial      |                                           | 41° 10′ 44″ N, 1° 24′ 53″ E / 41.1788248°N,1.4145869°E                                          |                                                      |                                                            | Modifica les dades a Wikidata |
|        | corral del Rovira                                          | la Pobla de Montornès                   | cabana                 | Estil: arquitectura popular Estat: ruïnós | 41° 11′ 58″ N, 1° 24′ 25″ E / 41.19955°N,1.40688°E                                              | bé cultural d'interès local                          |                                                            | Modifica les dades a Wikidata |
|        | la Mola                                                    | Bonastre la Pobla de Montornès Creixell | muntanya               |                                           | 41° 12′ 42″ N, 1° 25′ 02″ E / 41.2116572604°N,1.41730041394°E 317 msnm                          |                                                      | La Mola (Bonastre)                                         | Modifica les dades a Wikidata |